# Янез Вайкард Вальвазор
Янез Вайкард Вальвазор (словен. Janez Vajkard Valvasor, нім. Johann Weichard von Valvasor; 20 травня 1641 — 19 вересня 1693) — словенський шляхтич, науковець і письменник, член Лондонського королівського товариства. Відомий як перший дослідник карсту.

## Життєпис
Янез Вайкард Вальвазор народився в австрійському місті Лайбах (нині Любляна), столиці князівства Крайни, і був хрещений 28 травня 1641 року. Сім'я — батько Єрней (Jernej) і мати Ганна Марія (до шлюбу Равбар, Ana Marija Ravbar) — жила в замку Медія в Ізлаці. Коли Янезу було 10 років, його батько помер. У той час він уже ходив у єзуїтську школу в Лайбасі, яку закінчив у 1658 році, будучи 17-річним підлітком. Він вирішив не вступати до університету, а вчитися у освічених людей, подорожуючи Європою. В ході цієї подорожі, яка тривала 14 років, він встиг взяти участь у турецькій війні (1663—1664), побувати у Франції, Італії та Північній Африці, збираючи книги, гравюри і монети.
У 1672 році Янез Вайкард одружився з Анною Росіні Графенвегер (Anna Rosina Grafenweger) і придбав замок Богеншперк недалеко від Литії, де написав значну частину своїх праць. В даний час в замку діє музей. 1678 року Вальвазор влаштував в замку друкарню і майстерню зі створення мідних гравюр. У 1685 році знову взяв участь у війні з турками, що дала йому можливість познайомитися з Військовою границею у Хорватії.